# Guardrail Ridge
Guardrail Ridge (frei übersetzt Leitplankengrat) ist ein 3 km langer und bis zu 2200 m hoher Gebirgskamm auf der antarktischen Ross-Insel. Er ragt 3 km westsüdwestlich der Formation The Tooth in den Kyle Hills auf.
Das Advisory Committee on Antarctic Names verlieh ihm 2000 den deskriptiven Namen in Anlehnung an seine Lage am Südrand der Lofty Promenade.